# Campeonato Mundial de Halterofilismo de 2023 - Até 45 kg feminino
A categoria até 45 kg feminino foi um evento do Campeonato Mundial de Halterofilismo de 2023, disputado em Riade, na Arábia Saudita, no dia 4 de setembro de 2023.

## Calendário
Horário local (UTC+3)
| Dia           | Horário | Fase    |
| ------------- | ------- | ------- |
| 4 de setembro | 19:00   | Grupo A |

## Medalhistas
| Evento    | Ouro                        | Ouro   | Prata                      | Prata  | Bronze             | Bronze |
| --------- | --------------------------- | ------ | -------------------------- | ------ | ------------------ | ------ |
| Arranque  | Chayuttra Pramongkhol (THA) | 78 kg  | Rosina Randafiarison (MAD) | 77 kg  | Cansu Bektaş (TUR) | 75 kg  |
| Arremesso | Chayuttra Pramongkhol (THA) | 101 kg | Rosina Randafiarison (MAD) | 93 kg  | Cansu Bektaş (TUR) | 87 kg  |
| Total     | Chayuttra Pramongkhol (THA) | 179 kg | Rosina Randafiarison (MAD) | 170 kg | Cansu Bektaş (TUR) | 162 kg |

## Recordes
Antes desta competição, o recorde mundial da prova era o seguinte:
| Recorde         | Tipo      | Atleta         | Peso   | Local | Data                  |
| Recorde Mundial | Arranque  | Padrão mundial | 85 kg  |       | 1 de novembro de 2018 |
| Recorde Mundial | Arremesso | Padrão mundial | 108 kg |       | 1 de novembro de 2018 |
| Recorde Mundial | Total     | Padrão mundial | 191 kg |       | 1 de novembro de 2018 |

## Resultado
Os resultados foram os seguintes.
| Pos.              | Atleta                                 | Grupo | Arranque (kg) | Arranque (kg) | Arranque (kg) | Arranque (kg)     | Arremesso (kg) | Arremesso (kg) | Arremesso (kg) | Arremesso (kg)    | Total      |
| Pos.              | Atleta                                 | Grupo | 1             | 2             | 3             | Resultado         | 1              | 2              | 3              | Resultado         | Total      |
| ----------------- | -------------------------------------- | ----- | ------------- | ------------- | ------------- | ----------------- | -------------- | -------------- | -------------- | ----------------- | ---------- |
| Medalha de ouro   | Chayuttra Pramongkhol (THA)            | A     | 72            | 76            | 78            | Medalha de ouro   | 95             | 101            | —              | Medalha de ouro   | 179        |
| Medalha de prata  | Rosina Randafiarison (MAD)             | A     | 70            | 75            | 77            | Medalha de prata  | 93             | 100            | 100            | {                 | 170        |
| Medalha de bronze | Cansu Bektaş (TUR)                     | A     | 70            | 72            | 75            | Medalha de bronze | 87             | 90             | 91             | Medalha de bronze | 162        |
| 4                 | Marta García (ESP)                     | A     | 69            | 71            | 73            | 4                 | 81             | 84             | 84             | 5                 | 155        |
| 5                 | María Barco (MEX)                      | A     | 60            | 63            | 66            | 7                 | 83             | 86             | 90             | 4                 | 149        |
| 6                 | Ruth Fuentefría (ESP)                  | A     | 67            | 69            | 72            | 6                 | 78             | 80             | 82             | 7                 | 147        |
| 7                 | Srimali Divisekara Mudiyanselage (SRI) | A     | 61            | 63            | 63            | 9                 | 83             | 83             | 87             | 6                 | 144        |
| 8                 | Bianca Dumitrescu (ROU)                | A     | 62            | 62            | 65            | 8                 | 78             | 78             | 80             | 8                 | 142        |
| 9                 | Abdulrahman Al-Tassan Ghadah (KSA)     | A     | 45            | 50            | 50            | 10                | 58             | 59             | 64             | 10                | 109        |
| —                 | Batnasangiin Tungalag (MGL)            | A     | 67            | 67            | 67            | —                 | 75             | 75             | 81             | 9                 | —          |
| —                 | Hong Zi-yu (TPE)                       | A     | 66            | 69            | 71            | 5                 | 85             | 85             | 86             | —                 | —          |
| —                 | Janet Oduor (KEN)                      | A     | Não largou    | Não largou    | Não largou    | Não largou        | Não largou     | Não largou     | Não largou     | Não largou        | Não largou |